# NGC 1641
NGC 1641 est un amas ouvert situé dans la constellation de la Dorade. Il a été découvert par l'astronome britannique John Herschel en 1834.
NGC 1641 est situé à environ 1 200 pc (∼3 910 al) du système solaire et les dernières estimations donnent un âge de 1,6 milliard d'années. Le diamètre apparent de l'amas est de 9,0 minutes d'arc, ce qui, compte tenu de la distance, donne un diamètre réel d'environ 10 années-lumière.
Wolfgang Steinicke et certaines sources placent NGC 1641 dans le Grand Nuage de Magellan probablement en raison de sa proximité avec celui-ci sur la sphère céleste, mais c'est une erreur.

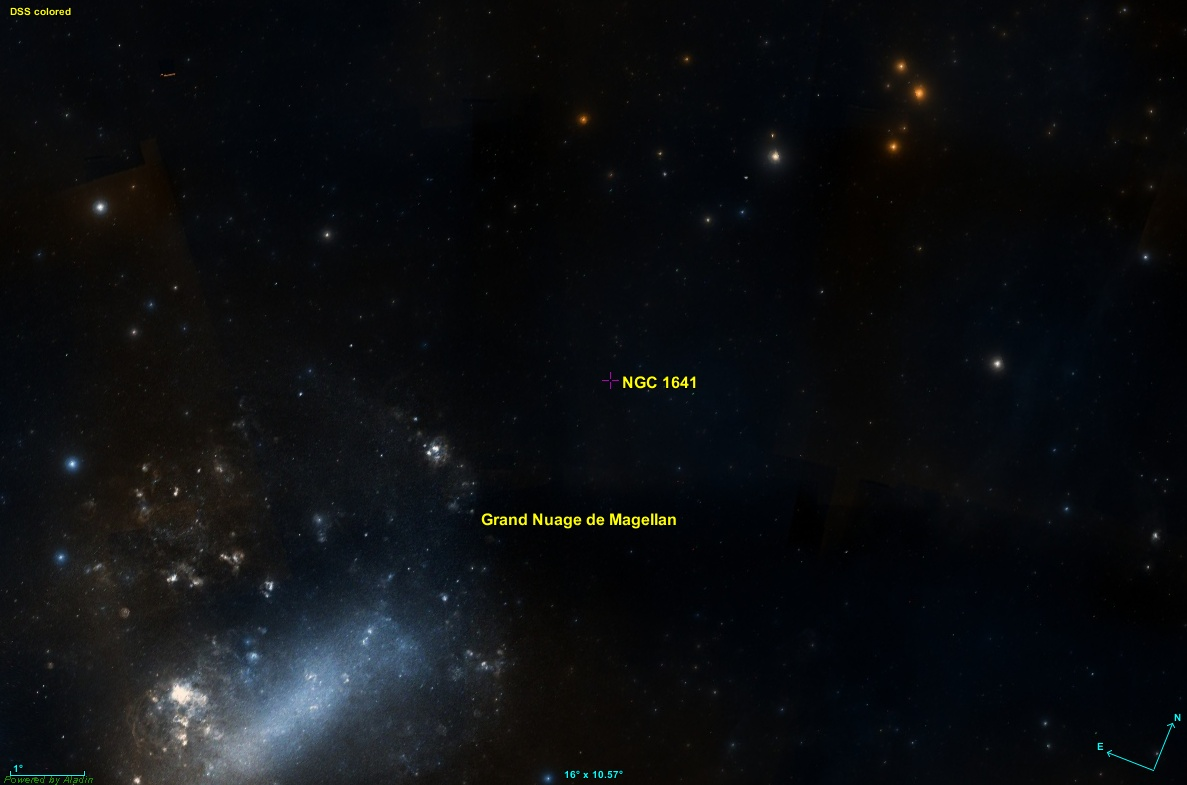
La position de l'amas NGC 1641 est près du Grand Nuage de Magellan, mais il est à l'extérieur de celui-ci car il est situé dans la Voie lactée.